# Cu Keng király
Cu Keng (Zu Geng) király (a jóslócsont-feliratokon: Csie Keng (Qie Geng) 且庚;  adott nevén: Jao (Yao) 曜) Kína első történeti dinasztiájának, a Sang (Shang)-ház a 22. vagy 23. uralkodója.

## Élete, uralkodása
A Nagy Történetíró, Sze-ma Csien (Sima Qian) művében, A történetíró feljegyzései szerint Cu Keng (Zu Geng) a Sang (Shang)-dinasztia 23. uralkodója volt, aki az apját, Vu Ting (Wu Ding)et követte a trónon. A korabeli jóslócsont-feliratok alapján rekonstruálható uralkodói lista szerint azonban a Sang (Shang)-ház 22. királya volt. Trónra lépésekor fővárosát Jin (Yin)ben (殷) rendezte be. 7 éven át uralkodott, örökébe pedig az unokaöccse, Cu Csia (Zu Jia) lépett.